# Ermoupolis
Ermoupolis (grčki: Ερμούπολη, Ermoúpoli), Grci ga izgovaraju Ermoupoli, ime je složenica od riječi Ἑρμοῦ, i grad πόλις  a znači grad boga Hermesa; Hermoupolis). 
Ermoupolis je glavni grad otoka Siros i otočne Prefekture Cikladi u Grčkoj. 

## Povijest
Ermoupolis je noviji grad, osnovan je tek za vrijeme grčkog rata za neovisnost 1820. god., jer je starije naselje venecijansko naselje Ano Syros bilo premalo da primi brojne grčke izbjeglice (s obližnjih otoka i iz Male Azije), koji su pobjegli na otok tijekom rata. Ermoupolis je uskoro postao značajno trgovačko i industrijsko središte ovog dijela Grčke, kao i vrlo značajna pomorska luka. Tako je već 1830-ih imao 13 805 stanovnika. Grad su projektirali i gradili brojni njemački (Ziller) i talijanski arhitekti (Campo) u neoklasicističkom stilu.
Razvoj grada se osobito ubrzao kada je osnovano poznato Grčko parobrodarsko društvo 1856. god. U gradu su osnovana i brodogradilišta u kojima je izgrađeno tisuće brodova.
Luka Ermoupolis je vremenom izgubila značaj u borbi s Pirejom koji je postao najveća Grčka luka pred kraj XIX st. Tako je decenijama grad stagnirao, u posljednje vrijeme gospodarstvo se oporavlja zahvaljujući servisnoj industriji.

## Gradovi prijatelji
- El Puerto de Santa María, Španjolska

## Galerija
- Pogled na grad s mora
- Pravoslavna katedrala
- Katolička katedrala

## Vanjske poveznice
- Službene stranice Ermoupoli (grč.)
- Egejsko sveučilište Ermoupolis